# Singet dem Herrn ein neues Lied, BWV 190
Singet dem Herrn ein neues Lied, BWV 190 (Canteu al Senyor un càntic nou), és una cantata religiosa de Johann Sebastian Bach per al dia d'Any Nou, estrenada a Leipzig l'1 de gener de 1724.

## Origen i context
El text, d'autor desconegut, inclou en el primer número tres salms (149, 1; 150, 4; 150, 6) i la primera frase de la versió de Luter del Teu Deum – conegut com a Te Deum alemany –, les aclamacions del segon número provenen, també, d'aquest Te Deum; el coral final conté la segona estrofa de l'himne Jesu, nun sei gepreiset de Johannes Herman (1593). Tant la partitura original com còpies del segle xviii han arribat incompletes, només contenen els dos primers números i encara de manera parcial, sense les parts instrumentals. L'obra ha estat objecte, doncs, de revisions detallades, una de Walther Reinhart, l'any 1948, i una altra posterior a càrrec d'Olivier Alain. Per a aquest festivitat de Cap d'Any es conserven altres cinc cantates: BWV 16, BWV 41, BWV 143, BWV 171 i la quarta de l'Oratori de Nadal (BWV 248).

## Anàlisi
Obra escrita a contralt, tenor, baix i cor; tres trompetes i timbals, tres oboès, oboè d'amor, fagot, corda i baix continu. Consta de set números
1. Cor: Singet dem Herrn ein neues Lied (Canteu al Senyor un càntic nou)
2. Coral i recitatiu (baix, tenor i contralt): Herr Gott, dich loben wir (Déu Senyor nostre, et lloem!)
3. Ària (contralt): Lobe, Zion, deinen Gott (Lloa el teu Déu, Sió)
4. Recitatiu (baix): Gott meint es gut mit jedermann (Déu procura el millor per a cadascú)
5. Ària (duet de tenor i baix): Jesus soll mein alles sein (Jesús és tot el que jo sóc)
6. Recitatiu (tenor): Nun, Jesus gebe (Que Jesús em concedeixi també)
7. Coral: Laß uns das Jahr vollbringen (Deixa'ns acabar aquest any)

El cor inicial és la part més destacada de l'obra amb una estructura de motet molt àmplia i equilibrada; comença amb una part festiva amb tot el conjunt instrumental, segueix el cor, fonamentalment homòfon, una fuga i una coda de recapitulació. El coral del número 2 conté els versos del Te Deum alemany, que alternativament comenten les tres veus: baix, tenor i contralt. El tercer número és una ària de contralt amb aire de dansa, degut, probablement, al seu origen profà. El quart número és un recitatiu de baix que al final es fa una mica cantabile en pronunciar el nom de Jesús. En el duet següent, número 5, tenor i baix glosen detalladament el significat d'aquest nom – Jesús– per al cristià. Un recitatiu de tenor, amb l'acompanyament de la corda, dona pas al coral amb el text indicat amb una fanfara de trompetes i timbals. Té una durada aproximada d'uns divuit minuts.

## Discografia seleccionada
Nikolaus Harnoncourt i Gustav Leonhardt no la inclouen en la seva gravació integral de les cantates religioses.
- J.S. Bach: The complete live recordings from the Bach Cantata Pilgrimage. CD 56: St Bartholomew’s, Nova York; 31 de desembre de 2000. John Eliot Gardiner, English Baroque Soloists, Monteverdi Choir, Daniel Taylor, James Gilchrist, Peter Harvey. (Soli Deo Gloria), 2013.
- J.S. Bach: Complete Cantatas Vol. 6. Ton Koopman, Amsterdam Baroque Orchestra & Choir, Elisabeth von Magnus, Paul Agnew, Klaus Mertens. (Challenge Classics), 2005.
- J.S. Bach: Cantatas Vol. 21. Masaaki Suzuki, Bach Collegium Japan, Robin Blaze, James Gilchrist, Peter Kooij. (BIS), 2003.
- J.S. Bach: Church Cantatas Vol. 57. Helmuth Rilling, Bach-Collegium Stuttgart, Gächinger Kantorei Stuttgart, Helen Watts, Kurt Equiluz, Niklaus Tüller. (Hänssler), 1999.